# Loret Sadiku
Loret Fahri Sadiku (n. 28 iulie 1991) este un fotbalist profesionist care joacă pe postul de mijlocaș defensiv pentru clubul turc Kasımpașa și echipa națională de fotbal a Kosovoului. El a jucat în trecut pentru echipa națională de fotbal sub 21 de ani a Suediei. A fost chemat și la echipa națională a Albaniei pentru meciul cu Scoția din Liga națiunilor din 17 noiembrie 2018, însă nu a jucat niciun minut.

## Cariera pe echipe

### Primii ani
Loret a ajuns la echipa IFK Värnamo în 2003. În 2009, a fost promovat în prima echipă și a debutat pentru IFK Värnamo în a treia ligă a Suediei.

### Helsingborgs IF
La 1 iulie 2011. Sadiku a semnat cu Helsingborgs IF din Allsvenskan.

### În Super Liga Turciei
La 28 iunie 2014. Sadiku a anunțat că a semnat un contract pe 3 ani cu echipa nou-promovată Mersin İdmanyurdu  La 17 august 2016, Sadiku a semnat cu Kasimmpașa pentru 2 milioane de euro.

## La națională

### Suedia

#### Sub-21
La data de 31 mai 2012. Sadiku a debutat ca titular pentru Suedia U21 într-un meci din calificările pentru Campionatul European din 2013 sub 21 de ani împotriva Ucrainei U21 și a fost nominalizat la premiul „Debutul anului”.

### Kosovo
La 2 martie 2014. Sadiku a primit o convocare din partea naționalei Kosovo pentru primul meci oficial în cadrul FIFA împotriva Haiti pentru care a debutat direct din postura de titular.